# Xenoschmidtia
Xenoschmidtia is een geslacht van rechtvleugeligen uit de familie Euschmidtiidae. De wetenschappelijke naam van dit geslacht is voor het eerst geldig gepubliceerd in 1973 door Descamps.

## Soorten
Het geslacht Xenoschmidtia  is monotypisch en omvat slechts de volgende soort:
- Xenoschmidtia inyangana (Descamps, 1973)